# Calidad del aire

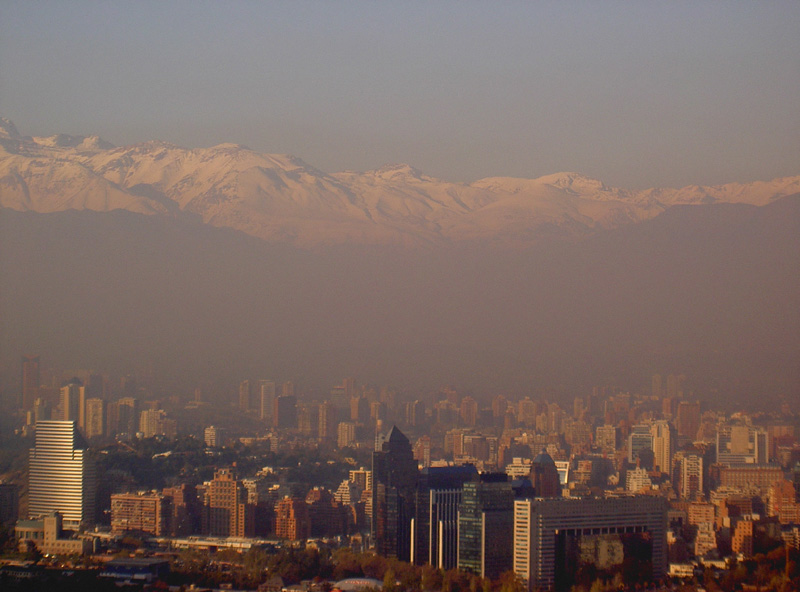
Esmog sobre Santiago de Chile

La contaminación atmosférica es la presencia en el aire de materias o formas de energía que implican riesgo, daño o molestia grave para las personas y seres de la naturaleza popular, así como atacar a distintos materiales, reducir la visibilidad o producir olores desagradables y enfermedades. El índice de calidad del aire (ICA) es una cifra que proporcionan las autoridades de una zona (normalmente urbana) y que refleja las cantidades de contaminantes presentes en el aire. Cuando la calidad del aire es buena (tiene pocos contaminantes), las personas pueden respirarlo indefinidamente sin que su salud se vea afectada. Cuando es dañina pueden darse irritaciones oculares, todo tipo de problemas respiratorios e incluso cardíacos. Si la calidad del aire baja (o, por las condiciones atmosféricas, se prevé que pueda bajar) de unos límites (que son distintos en cada país), las autoridades pueden tomar medidas como prohibir la circulación de todos los vehículos que emitan contaminación, de algunos de ellos, prohibir la práctica de deporte al aire libre o recomendar el uso de mascarillas diario.
Técnicamente se puede definir la calidad del aire, inmisión o valor límite como la concentración de contaminante que llega a un receptor, más o menos alejado de la fuente de emisión.

## Factores
Actualmente los controles y la reglamentación se han incrementado y la calidad de los combustibles también se ha mejorado. Sin embargo el tráfico vehicular se ha incrementado exponencialmente, transformándose en la principal fuente contaminante en las ciudades. A nivel mundial se ha descubierto que las emisiones de dióxido de carbono derivadas de la combustión del petróleo, el carbón y el gas natural están participando en forma determinante en el incremento de la temperatura global a causa del efecto invernadero. Ahora bien, los principales causantes de una mala calidad del aire son los óxidos de azufre, óxidos de nitrógeno, el ozono troposférico (a baja altura, diferente del estratosférico, que es muy beneficioso), el monóxido de carbono, los compuestos orgánicos volátiles y las partículas en suspensión.
Las principales fuentes antrópicas (de origen humano, llamadas también antropogénicas, pero este término no lo recoge la RAE) de contaminación del aire son:
- Las fábricas o instalaciones industriales sin los filtros adecuados para las emisiones aéreas.
- Las centrales termoeléctricas.
- Los vehículos con motor de combustión interna.
- Las calefacciones de gasóleo, gas natural, carbón o biomasa.[6]

La calidad del aire puede ser comprometida también por causas naturales como:
- Erupciones volcánicas.
- Vientos fuertes con transporte de partículas en suspensión.

La lucha contra la contaminación atmosférica se desarrolla en los siguientes frentes:
- En el control de las fuentes de contaminación antrópicas y fijación de estándares adecuados para las emisiones; y
- En el seguimiento de la calidad del aire y determinación de estándares mínimos, a partir de los cuales se ponen en marcha medidas excepcionales y obligatorias para limitar las emisiones.

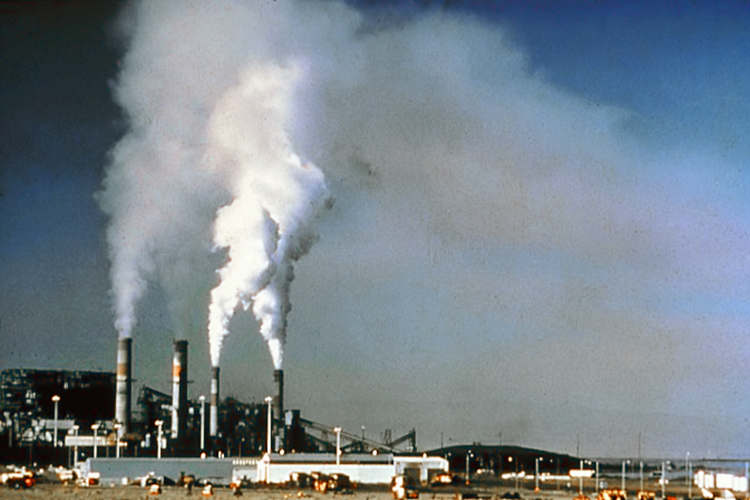
Industria contaminante

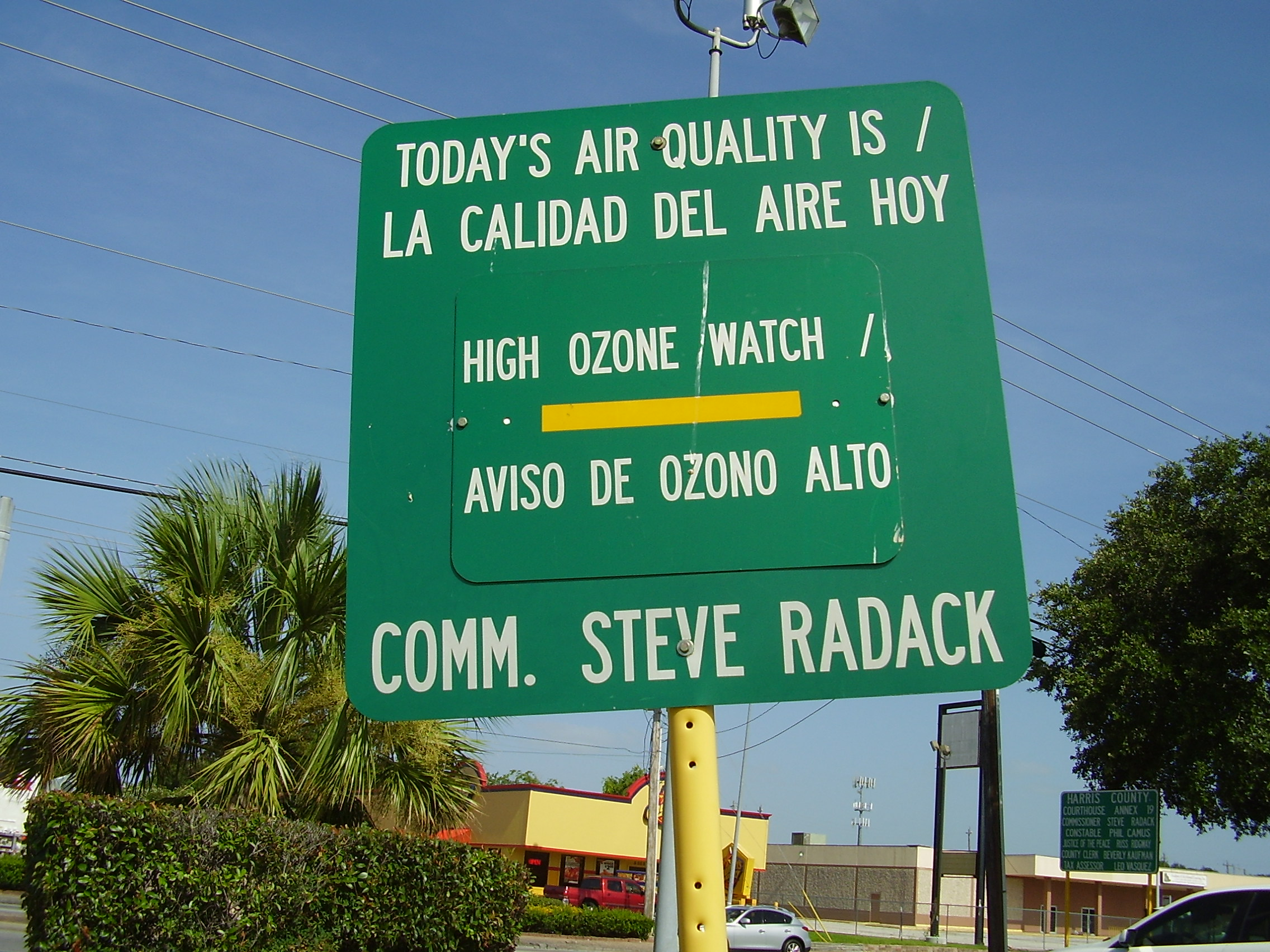
Un letrero de la calidad del aire, señalando un aviso de ozono alto, Gulfton, Houston, Texas.

## Instalaciones industriales
Para cada sustancia contaminante se reglamenta la cantidad máxima que puede ser descargada en las emisiones aéreas. Los valores máximos son fijados generalmente por la autoridad nacional que se ocupa del medio ambiente. Las normativas pueden ser validadas para todo el territorio nacional, o específicas para algunas regiones en particular, por sus características propias.
Las empresas productoras de emisiones tienen la responsabilidad de cumplir con las normativas prescritas. Es responsabilidad de las empresas obtener los respectivos permisos de funcionamiento.
El control individual sobre cada uno de los productores de emisiones, y hacer cumplir la normativa existente, es sumamente importante. Sin embargo no es suficiente. En efecto, si en una determinada área existen numerosas industrias que descargan emisiones atmosféricas, aun respetando los límites individuales de emisiones, la calidad del aire puede verse afectada.
Es necesario establecer por ley parámetros que determinen el máximo grado de contaminación admisible. Estos parámetros son de dos tipos:
- Valores límites: indican, para cada sustancia, la cantidad máxima aceptable;
- Valor de guía: indican, para cada sustancia, la cantidad máxima deseable;

En la normativa ambiental nacional se establece sobre quién recae la responsabilidad del seguimiento de la calidad del aire y de los diversos parámetros.
Las plantas industriales que producen emisiones atmosféricas particularmente peligrosas pueden incluso ser restringidas en relación con la localización de las mismas.

## Usinas térmicas
Para lo que se refiere a las usinas térmicas, la legislación generalmente tiene dos aspectos:
- Limitar la emisión de sustancias contaminantes; y,
- Limitar el uso de agua.

Estos dos objetivos se alcanzan con reglamentaciones complementarias, y se refieren particularmente a usinas termoeléctricas y para plantas destinadas a la calefacción.

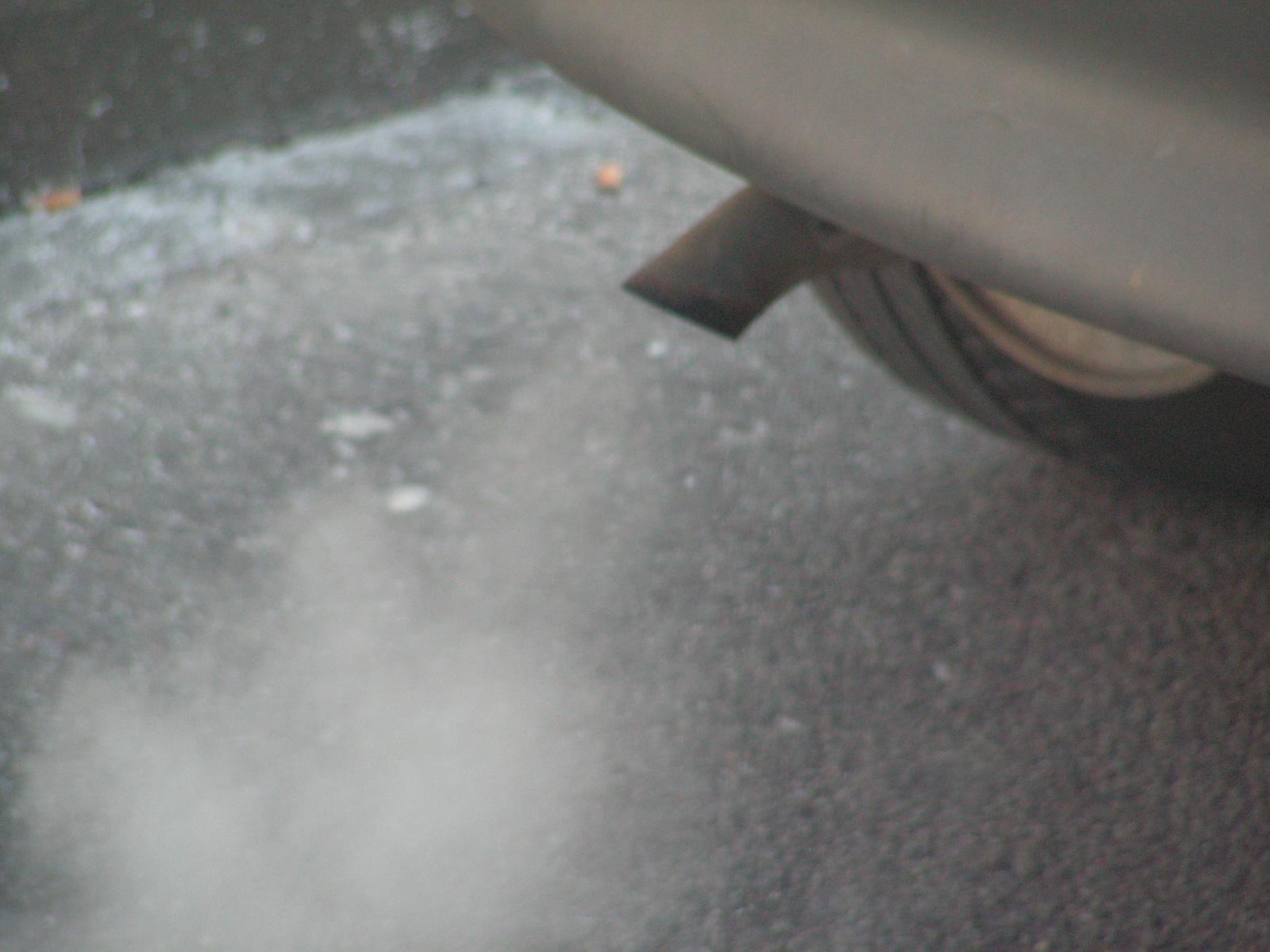
Emisiones de un automóvil

## Vehículos con motores de combustión interna
Los vehículos con motor de explosión son los principales responsables de la contaminación del aire en las áreas urbanas.
Las normativas que se refieren a este tipo de contaminación se pueden disponer en dos grupos:
- Medidas de emergencia: que comprenden límites para establecer situaciones de alerta y de emergencia. Estos límites pueden imponer la restricción parcial o total de la circulación.
- Medidas preventivas: estas pueden definir las características técnicas de los modelos de vehículos circulantes, y la definición de los parámetros individuales de las emisiones. La normativa referente a la calidad de los combustible, particularmente en lo que se refiere al contenido de azufre.

## Normativa internacional sobre la calidad del aire
- Directiva de 2008 relativa a la calidad del aire ambiente y a una atmósfera más limpia en Europa (2008/50/CE)
- Directiva marco de 1996 sobre evaluación y gestión de la calidad del aire ambiente (96/62/CE)
- protocolo de Gotemburgo del Convenio sobre contaminación atmosférica transfronteriza a gran distancia de la Comisión Económica para Europa de las Naciones Unidas (LRTAP)
- Directiva sobre techos nacionales de emisión de la UE (2001/81/CE)[7]

## En espacios cerrados
La expresión "calidad del aire" a secas se refiere a espacios abiertos, pero también es importante la calidad del aire en espacios cerrados (por ejemplo, oficinas), ya que influye en la salud de las personas y en el rendimiento de los trabajadores. Eso sí, en espacios cerrados los contaminantes del aire son distintos, por ejemplo un porcentaje excesivo de dióxido de carbono, o formaldehídos.
Más de la mitad de la población mundial depende de combustibles sólidos (leña, estiércol, etc.) para cocinar, lo que causa enfermedades respiratorias que afectan principalmente a mujeres y niños en países en desarrollo. Cada año, la contaminación del aire en lugares cerrados genera alrededor de millón y medio de muertes. Asimismo, la dependencia de los combustibles sólidos agrava las tasas de deforestación y contribuye por lo tanto al cambio climático mundial.
Las intervenciones disponibles para reducir los niveles de contaminación del aire en lugares cerrados se dividen en aquellas que cambian la fuente de la contaminación, las que mejoran el medio ambiente habitable y las que modifican el comportamiento del usuario. Si bien diversos análisis concluyen que estas intervenciones han logrado una reducción en la contaminación del aire en lugares cerrados, existen pocas evaluaciones de impacto disponibles sobre su rentabilidad, así como de su eficacia en el mejoramiento de la salud, el bienestar y el medio ambiente.